# Бернардо Фернандес да Силва
Бернардо Фернандес да Силва (20. април 1965) бивши је бразилски фудбалер.

## Каријера
Током каријере играо је за Сао Пауло, Бајерн Минхен, Сантос, Васко да Гама, Коринтијанс Паулиста, Атлетико Паранаинсе и многе друге клубове.

## Репрезентација
За репрезентацију Бразила дебитовао је 1989. године. За национални тим одиграо је 5 утакмица.

## Статистика
| Бразил | Бразил | Бразил |
| Год.   | Ута.   | Гол.   |
| ------ | ------ | ------ |
| 1989   | 5      | 0      |
| Укупно | 5      | 0      |